# Boy & Bear
Boy & Bear – australijski zespół indie rockowy i folkowy powstały w 2009 roku.

## Skład zespołu
- Dave Hosking - śpiew, gitara
- Killian Gavin - śpiew, gitara
- Tim Hart - perkusja, śpiew
- Jon Hart - śpien, bandżo, mandolina, instrumenty klawiszowe
- Dave Symes - gitara basowa

## Dyskografia

### Albumy
- 2015: Limit of Love (Island, Universal)
- 2013: Harlequin Dream (Island, Universal)
- 2011: Moonfire (Island, Universal)

### Minialbumy
- 2011: "iTunes Live from Sydney"
- 2010: "With Emperor Antarctica"